# María del Mar Ortega-Villaizán
María del Mar Ortega-Villaizán Romo es una investigadora española especializada en inmunología antiviral de peces. Su trabajo tiene un gran impacto en la acuicultura, por lo que ha recibido varias distinciones.

## Trayectoria
Se licenció en Ciencias Biológicas por la Universidad de Alicante. Posteriormente, en 2005 se doctoró en Ciencias Agrícolas por la Universidad de Tohoku en Japón. Desde 2023, es profesora titular en la Universidad Miguel Hernández de Elche, en el Departamento de Bioquímica y Biología Molecular, e Investigadora Principal en el Instituto de Investigación, Desarrollo e Innovación en Biotecnología Sanitaria de Elche (IDiBE).
Las investigaciones de Ortega-Villaizán han permitido identificar proteínas que son capaces de fortalecer los mecanismos internos de la trucha arcoíris para prevenir el avance de infecciones víricas graves en su piscicultura, como por ejemplo, la septicemia hemorrágica viral y la necrosis pancreática infecciosa. Junto con la investigadora Verónica Chico, están desarrollando un kit biomarcador que detecta en piscifactorías la presencia de enfermedades víricas y, además, están elaborando piensos antivirales que se administrarán tras el diagnóstico para disminuir la transmisión viral entre los peces.
Participó en la XVI Semana de la Ciencia de Torrevieja con la charla titulada “Desarrollo de moléculas antivirales y vacunas de ADN para peces de acuicultura”.

## Reconocimientos
En 2014, María del Mar Ortega-Villaizán Romo obtuvo una ayuda ERC Starting Grant, con lo que pudo constituir su propio grupo de investigación en inmunología antiviral de peces para estudiar el papel de los eritrocitos en la respuesta inmune frente a las infecciones víricas, para así identificar nuevas dianas terapéuticas y profilácticas contra las principales infecciones víricas en acuicultura. En 2022, su proyecto AntiVirFish: Antiviral Proteins Applied as Therapeutics in Aquaculture fue uno de los 18 seleccionados en la primera convocatoria del ERC Proof of Concept Grant del Consejo Europeo de Investigación, destinada a acercar la investigación de vanguardia al mercado. Este proyecto se desarrolla en la Universidad Miguel Hernández (UMH).

## Obra
- 2021 – Antimicrobial Immune Response.IntechOpen. Maria del Mar Ortega-Villaizan y Veronica Chico. ISBN 1839687827.